# Nicolas Coquiart
Nicolas Coquiart, né le 11 octobre 1752 à Ath et mort le 23 septembre 1823 à Binche, est un médecin et un homme politique belge catholique. Il fut maire puis bourgmestre de Binche de 1801 jusqu'à sa mort,.

## Biographie
Nicolas Coquiart est le fils d'Ursmer Coquiart, bourgeois d'Ath et seigneur de Rockelberghe,, et de Catherine Gérard.
Il reçoit le titre de docteur en médecine de l'Ancienne université de Louvain le 27 janvier 1778.
Il épouse Marie-Anne-Françoise Piéret (1755-1818), native de Maransart, qui lui donne trois filles : 
- Marie-Joseph (1785-1864), qui épouse, en 1815, le rentier François Derbaix (né en 1787 à Binche)
- Marie-Thérèse (1789-1845), qui épouse, en 1822, l'avocat Charles Derbaix (né en 1793 à Binche)
- Marie-Catherine (1791-1812)

Il est membre du magistrat de Binche du 2 février au 17 août 1794, avant la dissolution de ce magistrat par le commissaire civil, Jasmin Lamotze. Le samedi 23 mars 1799, Coquiart remplace Charles-François Despiennes au poste de scrutateur, il démissionne le lendemain pour des motifs professionnelles. À la fondation du conseil scolaire des athénées royaux de Binche en 1817, il en devient directement l'administrateur.
Après la mort de son épouse en 1818, Nicolas Coquiart perçoit 37 975 florins (ou 79 974 Francs) exclusivement en terre. Il est notamment le seul médecin du début du XIXe siècle à laisser un héritage de 100 000 Francs.